# تورینگن، اتریش
تورینگن (به آلمانی: Thüringen) یک منطقهٔ مسکونی در اتریش است که در ناحیه بلودنتس واقع شده‌است. تورینگن ۵٫۶۷ کیلومتر مربع مساحت دارد ۵۷۳ متر بالاتر از سطح دریا واقع شده‌است.